# Крескил (Њу Џерзи)
Крескил (енгл. Cresskill) град је у америчкој савезној држави Њу Џерзи.

## Демографија
По попису из 2010. године број становника је 8.573, што је 827 (10,7%) становника више него 2000. године.
| Група             | 2000.         | 2010.         |
| Белци             | 5.801 (74,9%) | 5.500 (64,2%) |
| Афроамериканци    | 71 (0,9%)     | 63 (0,7%)     |
| Азијати           | 1.444 (18,6%) | 2.370 (27,6%) |
| Хиспаноамериканци | 309 (4,0%)    | 537 (6,3%)    |
| Укупно            | 7.746         | 8.573         |